# Jedousov
Obec Jedousov se nachází v okrese Pardubice, kraj Pardubický. Žije zde 174 obyvatel.

## Části obce
- Jedousov
- Loděnice

## Historie
První písemná zmínka o obci pochází z roku 1545.

## Pamětihodnosti
- kaple na návsi
- pomník obětem 1. a 2. světové války na návsi
- modlitební místo za úřadem